# クック郡 (イリノイ州)
座標: 北緯41度48分 西経87度43分 / 北緯41.800度 西経87.717度
クック郡（英: Cook County）は、アメリカ合衆国イリノイ州にある郡。人口は527万5541人（2020年）で、全米の郡の中で2番目に人口が多い（カリフォルニア州ロサンゼルス郡に続く）。郡庁所在地はシカゴである。クック郡は他のイリノイ州のどの郡よりも民主党員が多く民主党支持の強い郡となっている。

## 地理
アメリカ合衆国統計局によると、この郡は総面積4,235 km2 (1,635 mi2) である。このうち2,449 km2 (946 mi2) が陸地で1,785 km2 (689 mi2) が水地域である。総面積の42.16%が水地域となっている。

### 隣接する郡
- レイク郡 (イリノイ州) - 北
- バーリン郡 (ミシガン州) - 東、境界線はミシガン湖上
- ポーター郡 (インディアナ州) - 南東、同上
- レイク郡 (インディアナ州) - 南東
- ウィル郡 - 南
- デュページ郡 - 西
- ケーン郡 - 西
- マクヘンリー郡 - 北西

## 人口動勢

2000年の国勢調査に基づくクック郡の人口ピラミッド

2000年国勢調査で、この郡は人口5,376,741人、5,376,741世帯、及び1,974,181家族が暮らしている。人口密度は2,195/km2 (5,686/mi2) である。856/km2 (2,216/mi2) の平均的な密度に2,096,121軒の住居が建っている。この郡の人種的構成は白人56.27%、アフリカン・アメリカン26.14%、先住民0.29%、アジア4.84%、太平洋諸島系0.05%、その他の人種9.88%、及び混血2.53%である。人口の19.93%がヒスパニックまたはラテン系である。
この郡内の住民は26.00%が18歳未満の未成年、18歳以上24歳以下が9.90%、25歳以上44歳以下が31.70%、45歳以上64歳以下が20.70%、及び65歳以上が11.70%にわたっている。中央値年齢は34歳である。女性100人ごとに対して男性は93.90人である。18歳以上の女性100人ごとに対して男性は90.50人である。
この郡の世帯ごとの平均的な収入は45,922米ドルであり、家族ごとの平均的な収入は53,784米ドルである。男性は40,690米ドルに対して女性は31,298米ドルの平均的な収入がある。この郡の一人当たりの収入 (per capita income) は23,227米ドルである。人口の13.50%及び家族の10.60%は貧困線以下である。全人口のうち18歳未満の18.90%及び65歳以上の10.30%は貧困線以下の生活を送っている。

## 都市及び町
- Alsip
- アーリントンハイツ
- Barrington（レイク郡）の一部
- Barrington Hills（ケーン郡）の一部
- Bartlett（デュページ郡）の一部
- ベッドフォードパーク
- ベルウッド
- Bensenville
- Berkeley
- バーウィン
- ブルーアイランド
- Bridgeview
- Broadview
- ブルックフィールド
- バッファローグローブ（レイク郡）の一部
- バーバンク
- Burnham
- Burr Ridge（デュページ郡）の一部
- カルメットシティ
- Calumet Park
- シカゴ（郡庁所在地）
- シカゴハイツ
- シカゴリッジ
- シセロ
- Country Club Hills
- Countryside
- クレストウッド
- Deer Park（レイク郡）の一部
- Deerfield（レイク郡）の一部
- デスプレインズ
- Dixmoor
- Dolton
- East Dundee（ケーン郡）の一部
- East Hazel Crest
- エルジン（ケーン郡）の一部
- Elk Grove Village（デュページ郡）の一部
- Elmwood Park
- エバンストン
- Evergreen Park
- Flossmoor
- Ford Heights
- フォレストパーク
- Forest View
- フランクリンパーク
- グレンコー
- グレンビュー
- グレンウッド
- ゴルフ
- Hanover Park（デュページ郡）の一部
- Harvey
- Harwood Heights
- Hazel Crest
- Hickory Hills
- ヒルサイド
- Hinsdale（デュページ郡）の一部
- Hodgkins
- ホフマンエステイツ
- ホームタウン
- ホームウッド
- インディアンヘッドパーク
- Inverness
- ジャスティス
- Kenilworth
- La Grange
- La Grange Park
- ランシング
- Lemont
- リンカーンウッド
- Lynwood
- Lyons
- Markham
- Matteson
- メイウッド
- McCook
- Melrose Park
- Merrionette Park
- Midlothian
- Morton Grove
- マウントプロスペクト
- ナイルズ
- Norridge
- ノースリバーサイド
- ノースブルック
- ノースフィールド
- ノースレイク
- オークフォレスト
- オークローン
- オークパーク
- オリンピアフィールズ
- オーランドヒルズ
- オーランドパーク
- パラタイン
- Palos Heights
- Palos Hills
- Palos Park
- パークフォレスト（ウィル郡）の一部
- パークリッジ
- フェニックス
- Posen
- Prospect Heights
- Richton Park
- リバーフォレスト
- River Grove
- Riverdale
- リバーサイド
- Robbins
- Rolling Meadows
- Roselle（デュページ郡）の一部
- ローズモント
- Sauk Village（ウィル郡）の一部
- シャンバーグ
- Schiller Park
- スコーキー
- South Barrington
- サウスシカゴハイツ
- サウスホーランド
- Steger（ウィル郡）の一部
- Stickney
- ストーンパーク
- ストリームウッド
- Summit
- Thornton
- ティンリーパーク
- ユニバーシティパーク（ウィル郡）の一部
- Westchester
- ウエスタンスプリングス
- ホイーリング
- Willow Springs
- ウィルメット
- ウィネッカ
- ウッドリッジ
- Worth